# 伯明翰月光社
月光社（Lunar Society of Birmingham），是一个位于英国伯明翰的科学组织。

## 历史

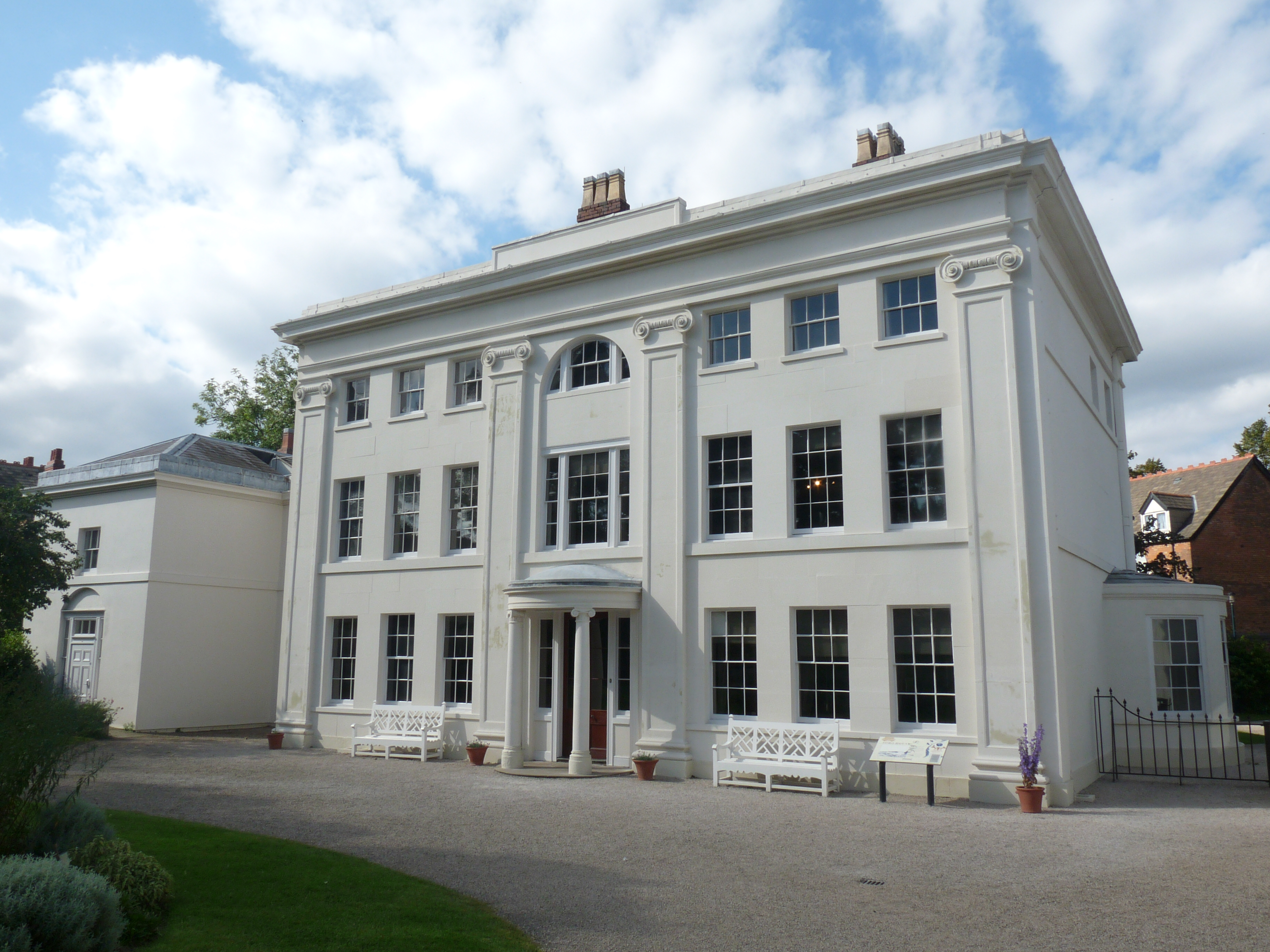
索霍会馆

1765年前后成立于英国伯明翰的科学菁英团体，由《进化论》的作者查尔斯·达尔文的祖父伊拉斯谟斯·达尔文和外祖父约书亚·威治伍德所创立。当时正值英国工业革命伊始，一些著名的科学家、工程师和实业家都是该团体的成员，每到月圆之夜，大家便会聚集一堂谈论最新的工业科学成果。月光社有自己排他性的吸纳成员方式，所有的成员都应该是其所从事领域有突出贡献的人。该团队中为我们所熟知的人士有查尔斯·达尔文、詹姆斯·瓦特和马修·博尔顿等。有资料显示，该团体的成员从未超过14人。
月光社的聚会地点一般选在位于汉兹沃思的索霍会馆，这也是马修·博尔顿的私人府邸。该建筑由英国建筑师塞缪尔·怀亚特设计，从外观上看，索霍会馆由石头建成，但其实建筑的墙壁由砖块构建并外覆石板，建筑外立面采用砂石涂料进行装饰。马修·博尔顿为该建筑设计了一套由锅炉配合加热管道构成的中央供暖系统，这也是博尔顿蒸汽机实验的现实应用。
1995年，索霍会馆作为博物馆对外重新开放。